# Liste des façades factices de Paris
Cet article recense les façades factices de Paris, en France.
Paris comprend plusieurs édifices qui ne sont pas destinés à être habités (puits de ventilation, etc.), mais dont la façade camoufle la véritable fonction. Ces façades ressemblent en tout point à celle des bâtiments alentour et reprennent les éléments parisiens habituels (fenêtres, portes cochères, balcons, etc.), mais sont, d'une certaine façon, des trompe-l'œil.

## Liste

### Électricité
- Postes de redressement RATP, Sous-station de traction :
  - 54 rue des Petites-Écuries, 10e arrondissement[réf. nécessaire]
  - 141 boulevard Diderot, 12e arrondissement[réf. nécessaire]
- Transformateurs EDF :
  - 53 rue des Archives, 3e arrondissement[1]
  - 27 rue Bergère, 9e arrondissement[1]
  - 14 rue Duvergier, 19e arrondissement[1]

### Ventilation
RATP

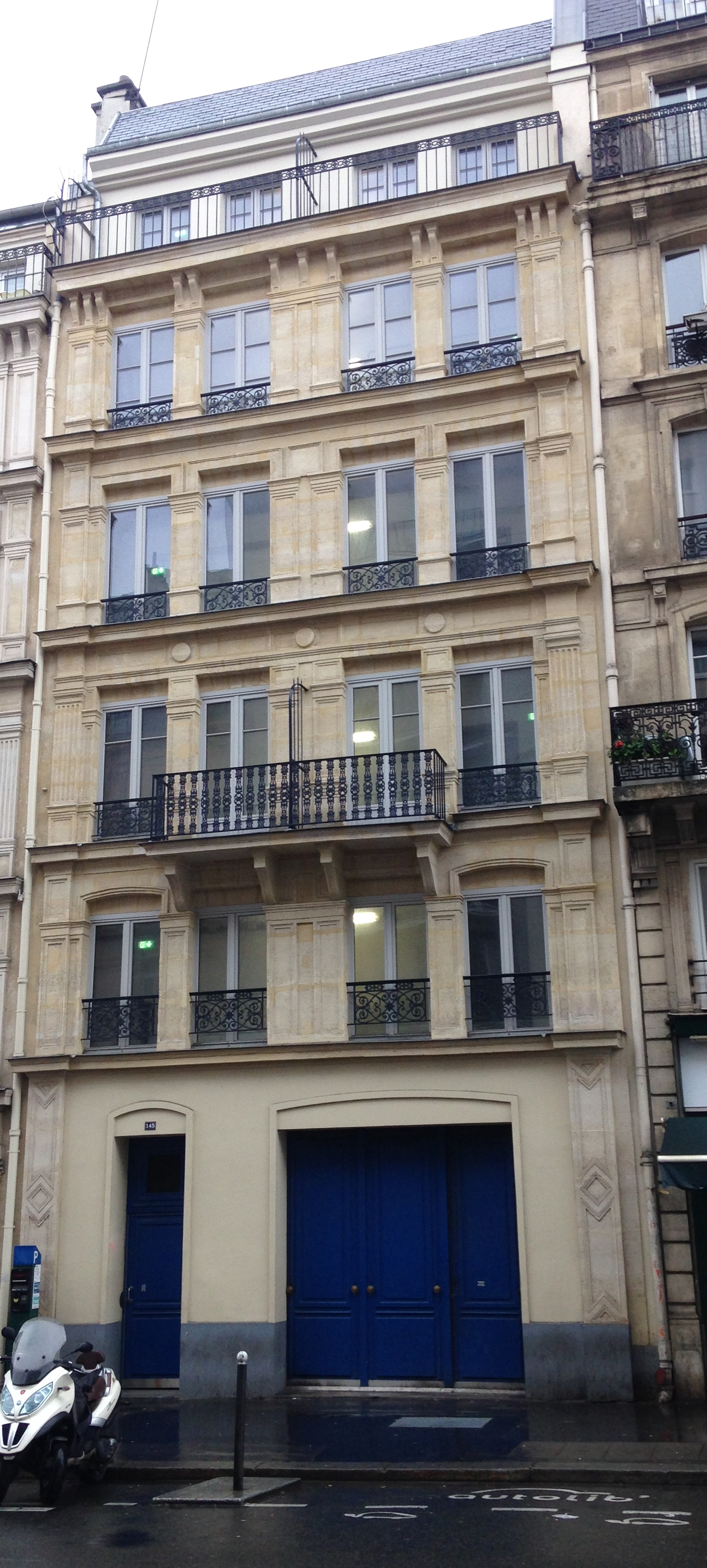
145, rue La Fayette : ancien immeuble évidé et utilisé comme ventilation pour le RER, dont la façade est conservée.

La RATP, propriétaire des immeubles, a souhaité que ses puits de ventilation s’inscrivent parfaitement dans le paysage architectural de la ville, d’où ces couvertures plus ou moins réussies.
Les portes d’entrée ne disposent d’aucune poignée ni digicode et ne sont pas en bois, mais en fer recouvert de peinture couleur bois. Des panneaux indiquent par ailleurs une interdiction de stationner.
- 44 rue d'Aboukir, 2e arrondissement : puits de ventilation[1],[2]
- 3 rue de l'Aqueduc, 10e arrondissement[1] : bouche de ventilation du RER D et B ; seul le 1er étage est un trompe-l'œil, le reste de l'immeuble est occupé.
- 174 rue du Faubourg-Saint-Denis, 10e arrondissement[1] : puits de ventilation du RER E
- 145 rue La Fayette, 10e arrondissement : puits de ventilation du RER B[3], le plus impressionnant d’entre tous. La façade d’origine a été conservée en l’état pour dissimuler la présence de la bouche d’aération du tunnel de la ligne B du RER, installée ici depuis le début des années 1980.
- 54 rue des Petites Écuries, 10e arrondissement[1] ; bouche de ventilation du RER D et B

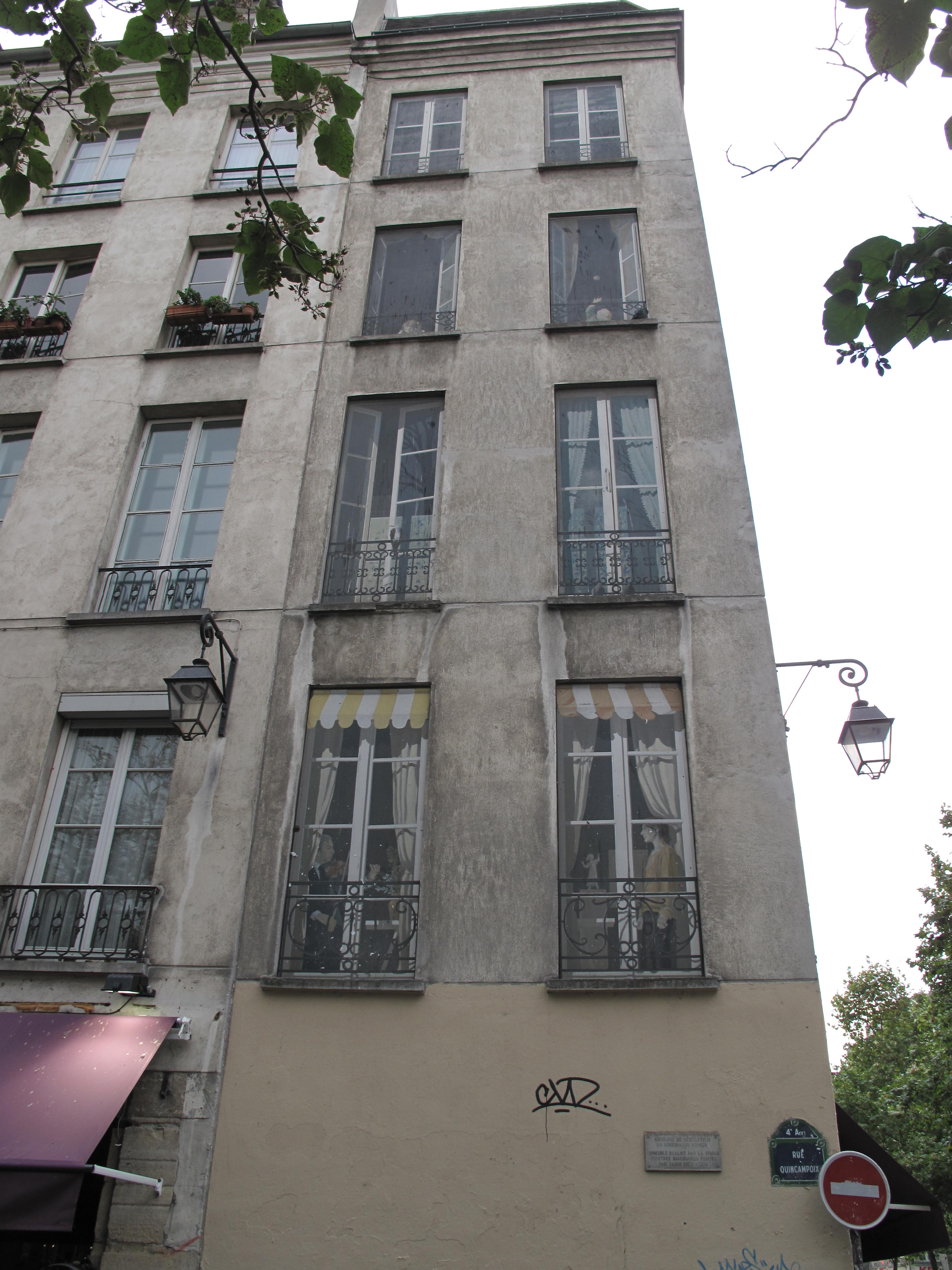
29, rue Quincampoix : tour de ventilation recouverte de trompe-l'œil

- 141 boulevard Diderot[1]

Voirie souterraine des Halles
- 29 rue Quincampoix, 4e arrondissement : cheminée de ventilation. Il a été recouvert d’un réel trompe-l’œil masquant une cheminée de ventilation de la voirie souterraine des Halles.[réf. nécessaire]

### Autres
- « 1 bis » rue Chapon, 3e arrondissement : Les Spécialistes, installation artistique, fausse façade plaquée contre un mur[1],[4]